# مونیکا بلی
مونیکا بُلی (لهستانی: Monika Bolly؛ زادهٔ ۱ فوریه ۱۹۶۸) بازیگر اهل لهستان است.
از فیلم‌ها یا برنامه‌های تلویزیونی که وی در آن نقش داشته‌است، می‌توان به خودِ زندگی، در خیابان سپولنی، قانون حقیقی، عشق اول، فرار از سینما لیبرتی و بازگشته اشاره کرد.